# Chiltern Main Line
| British Rail Class 68 in der Nähe von Hatton |                      |                                        |                                        |
| |                      |                                        |                                        |
| Streckenlänge: | 180 km               |                                        |                                        |
| Spurweite: | 1435 mm (Normalspur) |                                        |                                        |
| Streckengeschwindigkeit: | 160 km/h             |                                        |                                        |
| Zweigleisigkeit: | ja                   |                                        |                                        |
| |                      |                                        |                                        |
| \| \| \| London Marylebone \| \| \| \| \| Lord's Tunnel \| \| \| \| \| St Johns Wood Tunnel \| \| \| \| \| WCML/DC Line \| \| \| \| \| West Hampstead CML-Bahnsteige geplant \| \| \| \| \| Hampstead Tunnel \| \| \| \| \| North London Line \| \| \| \| \| Dudding Hill Line \| \| \| \| \| Neasden Junction \| \| \| \| \| nach Aylesbury Vale Parkway \| \| \| \| \| Dudding Hill Line aus Acton Central \| \| \| \| \| Wembley Stadium \| \| \| \| \| WCML \| \| \| \| \| Sudbury & Harrow Road \| \| \| \| \| Sudbury Hill Harrow \| \| \| \| \| Northolt Park \| \| \| \| \| NNML aus Paddington/CL aus Epping \| \| \| \| \| Northolt Junction \| \| \| \| \| South Ruislip \| \| \| \| \| Ruislip Gardens heute nur Central Line \| \| \| \| \| West Ruislip Endpunkt Central Line \| \| \| \| \| South Harefield \| \| \| \| \| Uxbridge High Street \| \| \| \| \| Denham \| \| \| \| \| Denham Golf Club \| \| \| \| \| Gerrards Cross \| \| \| \| \| Seer Green & Jordans \| \| \| \| \| Beaconsfield \| \| \| \| \| aus Maidenhead \| \| \| \| \| High Wycombe \| \| \| \| \| West Wycombe \| \| \| \| \| Saunderton \| \| \| \| \| Princes Risborough \| \| \| \| \| nach Aylesbury/nach Chinnor \| \| \| \| \| Ilmer \| \| \| \| \| Hadenham \| \| \| \| \| Hadenham & Thame Parkway \| \| \| \| \| Ashendon Junction \| \| \| \| \| zur Great Central Main Line \| \| \| \| \| Dorton \| \| \| \| \| Brill & Ludgershall \| \| \| \| \| Blackthorn \| \| \| \| \| Varsity Line \| \| \| \| \| Bicester North \| \| \| \| \| Ardley \| \| \| \| \| Aynho Park \| \| \| \| \| aus Didcot Parkway \| \| \| \| \| Aynho Junction \| \| \| \| \| aus Cheltenham \| \| \| \| \| King's Sutton \| \| \| \| \| aus Verney Junction \| \| \| \| \| Banbury \| \| \| \| \| Great Central Main Line \| \| \| \| \| Cropredy \| \| \| \| \| aus Bedford \| \| \| \| \| \| \| \| \| \| Fenny Compton \| \| \| \| \| zum Kineton Depot \| \| \| \| \| Southam Road & Harbury \| \| \| \| \| aus Rugby \| \| \| \| \| Leamington Spa \| \| \| \| \| nach Coventry \| \| \| \| \| Warwick \| \| \| \| \| Warwick Parkway \| \| \| \| \| Hatton \| \| \| \| \| nach Stratford-upon-Avon \| \| \| \| \| Lapworth \| \| \| \| \| Dorridge \| \| \| \| \| Widney Manor \| \| \| \| \| Solihull \| \| \| \| \| Olton \| \| \| \| \| Acocks Green \| \| \| \| \| aus Stratford-upon-Avon \| \| \| \| \| Tyseley \| \| \| \| \| Small Heath \| \| \| \| \| nach Birmingham New Street \| \| \| \| \| Birmingham Bordesley \| \| \| \| \| Birmingham Moor Street \| \| \| \| \| Snow Hill-Tunnel \| \| \| \| \| Birmingham Snow Hill \| \| \| \| \| nach Worcester \| \| |                      |                                        |                                        |
| Kopfbahnhof Streckenanfang |                      | London Marylebone                      | London Marylebone                      |
| Tunnel |                      | Lord's Tunnel                          | Lord's Tunnel                          |
| Tunnel |                      | St Johns Wood Tunnel                   | St Johns Wood Tunnel                   |
| Kreuzung geradeaus oben |                      | WCML/DC Line                           | WCML/DC Line                           |
| ehemaliger Bahnhof |                      | West Hampstead CML-Bahnsteige geplant  | West Hampstead CML-Bahnsteige geplant  |
| Tunnel |                      | Hampstead Tunnel                       | Hampstead Tunnel                       |
| Kreuzung geradeaus oben |                      | North London Line                      | North London Line                      |
| Kreuzung geradeaus unten |                      | Dudding Hill Line                      | Dudding Hill Line                      |
| Dienststation / Betriebs- oder Güterbahnhof |                      | Neasden Junction                       | Neasden Junction                       |
| Abzweig geradeaus und nach rechts |                      | nach Aylesbury Vale Parkway            | nach Aylesbury Vale Parkway            |
| Abzweig geradeaus und von links |                      | Dudding Hill Line aus Acton Central    | Dudding Hill Line aus Acton Central    |
| Haltepunkt / Haltestelle |                      | Wembley Stadium                        | Wembley Stadium                        |
| Kreuzung geradeaus oben |                      | WCML                                   | WCML                                   |
| Haltepunkt / Haltestelle |                      | Sudbury & Harrow Road                  | Sudbury & Harrow Road                  |
| Haltepunkt / Haltestelle |                      | Sudbury Hill Harrow                    | Sudbury Hill Harrow                    |
| Haltepunkt / Haltestelle |                      | Northolt Park                          | Northolt Park                          |
| Abzweig geradeaus und von links |                      | NNML aus Paddington/CL aus Epping      | NNML aus Paddington/CL aus Epping      |
| Dienststation / Betriebs- oder Güterbahnhof |                      | Northolt Junction                      | Northolt Junction                      |
| Bahnhof |                      | South Ruislip                          | South Ruislip                          |
| ehemaliger Haltepunkt / Haltestelle |                      | Ruislip Gardens heute nur Central Line | Ruislip Gardens heute nur Central Line |
| Bahnhof |                      | West Ruislip Endpunkt Central Line     | West Ruislip Endpunkt Central Line     |
| ehemaliger Haltepunkt / Haltestelle |                      | South Harefield                        | South Harefield                        |
| Abzweig geradeaus, ehemals nach links und ehemals von links · Kopfbahnhof Streckenende und quer (Strecke außer Betrieb) |                      | Uxbridge High Street                   | Uxbridge High Street                   |
| Haltepunkt / Haltestelle |                      | Denham                                 | Denham                                 |
| Haltepunkt / Haltestelle |                      | Denham Golf Club                       | Denham Golf Club                       |
| Bahnhof |                      | Gerrards Cross                         | Gerrards Cross                         |
| Haltepunkt / Haltestelle |                      | Seer Green & Jordans                   | Seer Green & Jordans                   |
| Haltepunkt / Haltestelle |                      | Beaconsfield                           | Beaconsfield                           |
| Abzweig geradeaus und ehemals von links |                      | aus Maidenhead                         | aus Maidenhead                         |
| Bahnhof |                      | High Wycombe                           | High Wycombe                           |
| ehemaliger Haltepunkt / Haltestelle |                      | West Wycombe                           | West Wycombe                           |
| Haltepunkt / Haltestelle |                      | Saunderton                             | Saunderton                             |
| Bahnhof |                      | Princes Risborough                     | Princes Risborough                     |
| Abzweig geradeaus, nach links und nach rechts |                      | nach Aylesbury/nach Chinnor            | nach Aylesbury/nach Chinnor            |
| ehemaliger Haltepunkt / Haltestelle |                      | Ilmer                                  | Ilmer                                  |
| ehemaliger Haltepunkt / Haltestelle |                      | Hadenham                               | Hadenham                               |
| Haltepunkt / Haltestelle |                      | Hadenham & Thame Parkway               | Hadenham & Thame Parkway               |
| ehemaliger Dienststation / Betriebs- oder Güterbahnhof |                      | Ashendon Junction                      | Ashendon Junction                      |
| Abzweig geradeaus und ehemals nach rechts |                      | zur Great Central Main Line            | zur Great Central Main Line            |
| ehemaliger Haltepunkt / Haltestelle |                      | Dorton                                 | Dorton                                 |
| ehemaliger Haltepunkt / Haltestelle |                      | Brill & Ludgershall                    | Brill & Ludgershall                    |
| ehemaliger Haltepunkt / Haltestelle |                      | Blackthorn                             | Blackthorn                             |
| Kreuzung geradeaus oben |                      | Varsity Line                           | Varsity Line                           |
| Haltepunkt / Haltestelle |                      | Bicester North                         | Bicester North                         |
| ehemaliger Haltepunkt / Haltestelle |                      | Ardley                                 | Ardley                                 |
| ehemaliger Haltepunkt / Haltestelle |                      | Aynho Park                             | Aynho Park                             |
| Abzweig geradeaus und von links |                      | aus Didcot Parkway                     | aus Didcot Parkway                     |
| Dienststation / Betriebs- oder Güterbahnhof |                      | Aynho Junction                         | Aynho Junction                         |
| Abzweig geradeaus und ehemals von links |                      | aus Cheltenham                         | aus Cheltenham                         |
| Haltepunkt / Haltestelle |                      | King's Sutton                          | King's Sutton                          |
| Abzweig geradeaus und ehemals von rechts |                      | aus Verney Junction                    | aus Verney Junction                    |
| Bahnhof |                      | Banbury                                | Banbury                                |
| Abzweig geradeaus und ehemals nach rechts |                      | Great Central Main Line                | Great Central Main Line                |
| ehemaliger Haltepunkt / Haltestelle |                      | Cropredy                               | Cropredy                               |
| Kreuzung geradeaus unten (Querstrecke außer Betrieb) · Strecke von rechts (außer Betrieb) |                      | aus Bedford                            | aus Bedford                            |
| Abzweig geradeaus und ehemals von links · Strecke nach rechts (außer Betrieb) |                      |                                        |                                        |
| ehemaliger Bahnhof |                      | Fenny Compton                          | Fenny Compton                          |
| Abzweig geradeaus und nach links |                      | zum Kineton Depot                      | zum Kineton Depot                      |
| ehemaliger Haltepunkt / Haltestelle |                      | Southam Road & Harbury                 | Southam Road & Harbury                 |
| Abzweig geradeaus und ehemals von rechts |                      | aus Rugby                              | aus Rugby                              |
| Bahnhof |                      | Leamington Spa                         | Leamington Spa                         |
| Abzweig geradeaus und nach rechts |                      | nach Coventry                          | nach Coventry                          |
| Haltepunkt / Haltestelle |                      | Warwick                                | Warwick                                |
| Haltepunkt / Haltestelle |                      | Warwick Parkway                        | Warwick Parkway                        |
| Haltepunkt / Haltestelle |                      | Hatton                                 | Hatton                                 |
| Abzweig geradeaus, nach links und von links |                      | nach Stratford-upon-Avon               | nach Stratford-upon-Avon               |
| Haltepunkt / Haltestelle |                      | Lapworth                               | Lapworth                               |
| Haltepunkt / Haltestelle |                      | Dorridge                               | Dorridge                               |
| Haltepunkt / Haltestelle |                      | Widney Manor                           | Widney Manor                           |
| Haltepunkt / Haltestelle |                      | Solihull                               | Solihull                               |
| Haltepunkt / Haltestelle |                      | Olton                                  | Olton                                  |
| Haltepunkt / Haltestelle |                      | Acocks Green                           | Acocks Green                           |
| Abzweig geradeaus und von links |                      | aus Stratford-upon-Avon                | aus Stratford-upon-Avon                |
| Haltepunkt / Haltestelle |                      | Tyseley                                | Tyseley                                |
| Haltepunkt / Haltestelle |                      | Small Heath                            | Small Heath                            |
| Abzweig geradeaus und nach rechts |                      | nach Birmingham New Street             | nach Birmingham New Street             |
| Haltepunkt / Haltestelle |                      | Birmingham Bordesley                   | Birmingham Bordesley                   |
| Bahnhof |                      | Birmingham Moor Street                 | Birmingham Moor Street                 |
| Tunnel |                      | Snow Hill-Tunnel                       | Snow Hill-Tunnel                       |
| Bahnhof |                      | Birmingham Snow Hill                   | Birmingham Snow Hill                   |
| Strecke |                      | nach Worcester                         | nach Worcester                         |

| Spurweite: | 1435 mm (Normalspur) |                                        |                                        |
| Zweigleisigkeit: | teilweise            |                                        |                                        |
| |                      |                                        |                                        |
| \| \| \| Great Western Main Line aus Paddington \| \| \| \| Old Oak Junction \| \| \| \| GWML nach Bristol Temple Meads \| \| \| \| Old Oak Lane \| \| \| \| North London Line \| \| \| \| North Acton seit 1947 nur Central Line \| \| \| \| Park Royal 1903–1937 \| \| \| \| Park Royal West 1932–1948 \| \| \| \| Piccadilly Line \| \| \| \| Twyford Abbey 1904–1911 \| \| \| \| Brentham 1911–1915/1920–1947 \| \| \| \| Perivale seit 1947 nur Central Line \| \| \| \| von/nach West Ealing \| \| \| \| Greenford \| \| \| \| Northolt seit 1948 nur Central Line \| \| \| \| Chiltern Main Line aus Marylebone \| \| \| \| Northolt Junction \| \| \| \| South Ruislip \| \| \| \| CML nach Birmingham SH \| |                      |                                        |                                        |
| Strecke |                      | Great Western Main Line aus Paddington | Great Western Main Line aus Paddington |
| Dienststation / Betriebs- oder Güterbahnhof |                      | Old Oak Junction                       | Old Oak Junction                       |
| Abzweig geradeaus und nach links |                      | GWML nach Bristol Temple Meads         | GWML nach Bristol Temple Meads         |
| ehemaliger Haltepunkt / Haltestelle |                      | Old Oak Lane                           | Old Oak Lane                           |
| Kreuzung geradeaus unten |                      | North London Line                      | North London Line                      |
| ehemaliger Haltepunkt / Haltestelle |                      | North Acton seit 1947 nur Central Line | North Acton seit 1947 nur Central Line |
| ehemaliger Haltepunkt / Haltestelle |                      | Park Royal 1903–1937                   | Park Royal 1903–1937                   |
| ehemaliger Haltepunkt / Haltestelle |                      | Park Royal West 1932–1948              | Park Royal West 1932–1948              |
| Kreuzung mit U-Bahn geradeaus unten |                      | Piccadilly Line                        | Piccadilly Line                        |
| ehemaliger Haltepunkt / Haltestelle |                      | Twyford Abbey 1904–1911                | Twyford Abbey 1904–1911                |
| ehemaliger Haltepunkt / Haltestelle |                      | Brentham 1911–1915/1920–1947           | Brentham 1911–1915/1920–1947           |
| ehemaliger Haltepunkt / Haltestelle |                      | Perivale seit 1947 nur Central Line    | Perivale seit 1947 nur Central Line    |
| Abzweig geradeaus, nach links und von links · Abzweig quer und von links |                      | von/nach West Ealing                   | von/nach West Ealing                   |
| ehemaliger Bahnhof · Kopfbahnhof Streckenende |                      | Greenford                              | Greenford                              |
| ehemaliger Haltepunkt / Haltestelle |                      | Northolt seit 1948 nur Central Line    | Northolt seit 1948 nur Central Line    |
| Abzweig geradeaus und von rechts |                      | Chiltern Main Line aus Marylebone      | Chiltern Main Line aus Marylebone      |
| Dienststation / Betriebs- oder Güterbahnhof |                      | Northolt Junction                      | Northolt Junction                      |
| Bahnhof |                      | South Ruislip                          | South Ruislip                          |
| Strecke |                      | CML nach Birmingham SH                 | CML nach Birmingham SH                 |

| Spurweite: | 1435 mm (Normalspur) |                                |                                |
| |                      |                                |                                |
| \| \| \| GWML aus Paddington \| \| \| \| Maidenhead \| \| \| \| GWML nach Bristol Temple Meads \| \| \| \| Maidenhead Bone Hill \| \| \| \| Furze Platt \| \| \| \| Cookham \| \| \| \| Marlow \| \| \| \| Bourne End \| \| \| \| Wooburn Green \| \| \| \| Loudwater \| \| \| \| Chiltern Main Line \| \| \| \| High Wycombe \| |                      |                                |                                |
| Strecke |                      | GWML aus Paddington            | GWML aus Paddington            |
| Bahnhof |                      | Maidenhead                     | Maidenhead                     |
| Abzweig geradeaus und nach links |                      | GWML nach Bristol Temple Meads | GWML nach Bristol Temple Meads |
| ehemaliger Haltepunkt / Haltestelle |                      | Maidenhead Bone Hill           | Maidenhead Bone Hill           |
| Haltepunkt / Haltestelle |                      | Furze Platt                    | Furze Platt                    |
| Haltepunkt / Haltestelle |                      | Cookham                        | Cookham                        |
| Abzweig geradeaus und von links · Kopfbahnhof Streckenende und quer |                      | Marlow                         | Marlow                         |
| Kopfbahnhof Strecke ab hier außer Betrieb |                      | Bourne End                     | Bourne End                     |
| Haltepunkt / Haltestelle (Strecke außer Betrieb) |                      | Wooburn Green                  | Wooburn Green                  |
| Haltepunkt / Haltestelle (Strecke außer Betrieb) |                      | Loudwater                      | Loudwater                      |
| Abzweig ehemals geradeaus und von rechts |                      | Chiltern Main Line             | Chiltern Main Line             |
| Bahnhof |                      | High Wycombe                   | High Wycombe                   |

| Spurweite: | 1435 mm (Normalspur) |                                       |                                       |
| |                      |                                       |                                       |
| \| \| \| GWML aus Paddington \| \| \| \| Didcot Parkway \| \| \| \| GWML von/nach Bristol Temple Meads \| \| \| \| Appleford \| \| \| \| Culham \| \| \| \| Abingdon \| \| \| \| Abingdon Junction \| \| \| \| Radley \| \| \| \| Abingdon Road \| \| \| \| Hinksey \| \| \| \| Oxford \| \| \| \| Oxford North Junction \| \| \| \| nach Bicester \| \| \| \| Wolvercot Platform \| \| \| \| nach Worcester \| \| \| \| Kidlington \| \| \| \| Bletchington \| \| \| \| Tackley \| \| \| \| Heyford \| \| \| \| Fritwell & Somerton \| \| \| \| Aynho \| \| \| \| Chiltern Main Line aus Marylebone \| \| \| \| Aynho Junction \| \| \| \| Chiltern Main Line nach Birmingham SH \| |                      |                                       |                                       |
| Strecke |                      | GWML aus Paddington                   | GWML aus Paddington                   |
| Bahnhof |                      | Didcot Parkway                        | Didcot Parkway                        |
| Abzweig geradeaus, nach links und von links |                      | GWML von/nach Bristol Temple Meads    | GWML von/nach Bristol Temple Meads    |
| Haltepunkt / Haltestelle |                      | Appleford                             | Appleford                             |
| Haltepunkt / Haltestelle |                      | Culham                                | Culham                                |
| Kopfbahnhof Streckenanfang und quer (Strecke außer Betrieb) · Abzweig geradeaus und ehemals von rechts |                      | Abingdon                              | Abingdon                              |
| ehemaliger Haltepunkt / Haltestelle |                      | Abingdon Junction                     | Abingdon Junction                     |
| Haltepunkt / Haltestelle |                      | Radley                                | Radley                                |
| Haltepunkt / Haltestelle |                      | Abingdon Road                         | Abingdon Road                         |
| ehemaliger Haltepunkt / Haltestelle |                      | Hinksey                               | Hinksey                               |
| Bahnhof |                      | Oxford                                | Oxford                                |
| Dienststation / Betriebs- oder Güterbahnhof |                      | Oxford North Junction                 | Oxford North Junction                 |
| Abzweig geradeaus und nach links |                      | nach Bicester                         | nach Bicester                         |
| ehemaliger Haltepunkt / Haltestelle |                      | Wolvercot Platform                    | Wolvercot Platform                    |
| Abzweig geradeaus und nach links |                      | nach Worcester                        | nach Worcester                        |
| ehemaliger Haltepunkt / Haltestelle |                      | Kidlington                            | Kidlington                            |
| ehemaliger Haltepunkt / Haltestelle |                      | Bletchington                          | Bletchington                          |
| Haltepunkt / Haltestelle |                      | Tackley                               | Tackley                               |
| Haltepunkt / Haltestelle |                      | Heyford                               | Heyford                               |
| ehemaliger Haltepunkt / Haltestelle |                      | Fritwell & Somerton                   | Fritwell & Somerton                   |
| ehemaliger Haltepunkt / Haltestelle |                      | Aynho                                 | Aynho                                 |
| Abzweig geradeaus und von rechts |                      | Chiltern Main Line aus Marylebone     | Chiltern Main Line aus Marylebone     |
| Dienststation / Betriebs- oder Güterbahnhof |                      | Aynho Junction                        | Aynho Junction                        |
| Strecke |                      | Chiltern Main Line nach Birmingham SH | Chiltern Main Line nach Birmingham SH |

Die Chiltern Main Line ist eine zweigleisige, nicht elektrifizierte Hauptbahnstrecke in England. Sie ist nebst der West Coast Main Line eine der beiden Bahnverbindungen zwischen London und Birmingham. Sie befindet sich in Eigentum der Network Rail.

## Geschichte

### Chiltern Main Line
Die Anfänge
1852 eröffnete die Great Western Railway ihre Bahnstrecke von London über Oxford und Leamington Spa nach Birmingham. London wurde damals an der Paddington Station angefahren. 1854 wurde sie nach Wolverhampton verlängert. Die Züge hatten jedoch einen langen Reiseweg, sie war gegenüber der schnelleren London and North Western Railway (der heutigen West Coast Main Line) somit nicht konkurrenzfähig.
Diese Strecke umfasste mehrere Teile der heutigen Chiltern Main Line, so die Strecke Birmingham–Aynho Junction und der Abschnitt Princes Risborough–High Wycombe. Dazwischen führte sie über die Cherwell Valley Line und die Wycombe Railway zum Bahnhof Maidenhaid, um dann in die Great Western Main Line nach Paddington einzumünden.
Ausbauten
Um mit der LNWR mithalten zu können, ließ sich die GWR auf eine Partnerschaft mit der Great Central Railway ein, welche ihrerseits eine Hauptlinie von London nach Leeds und Manchester, die spätere und mittlerweile stillgelegte Great Central Main Line, plante und diese auch 1899 eröffnete.
Dazu baute die GWR bis 1906 eine neue Strecke von High Wycombe nach South Ruislip, wo das Gemeinschaftsprojekt an einer ‚’Northolt Junction’’ genannten Verzweigung beginnen sollte.
Es wurden zwei Strecken verwirklicht:
- Eine direkte Schnellstrecke, New North Main Line genannt, welche über den Bahnhof Greenford nach Old Oak Common führt, um dort in die GWML nach Paddington einzumünden. In Greenford ist zudem ein Gleisdreieck vorgesehen, um eine Zweiglinie der GWML anzuschließen.
- Die heute vorwiegend von den Chiltern Railways genutzte Strecke via Wembley nach Neasden, um dann beim Knoten Neasden Junction in die GCML nach London Marylebone einzumünden. Die Baubewilligung wurde 1898 erteilt, 1906 wurde sie dem Verkehr übergeben.

Zudem wurde der Abschnitt zwischen High Wycombe und Princes Risborough zweigleisig ausgebaut – nördlich von Saunderton verlaufen die Strecken auf horizontaler und vertikaler Ebene kurzzeitig getrennt, da die alte Linie – welche heute für Züge in Richtung London benutzt wird – für die Kohlezüge der Great Central Railway zu schwer waren. So quert die Fahrspur Richtung Birmingham die namensgebenden Chiltern Hills in einem Tunnel, während diejenige Richtung London am Talboden verläuft.
1906 wurde eine kleine Zweiglinie samt dem Kopfbahnhof Uxbridge High Street erbaut, welche 1964 wieder stillgelegt und abgebrochen wurde.
Nach der Eröffnung profitierten beide Parteien: Die GWR konnte nun ihre Schnellzüge von Paddington nach Birmingham beschleunigen und die GCR konnte den Fern- und Güterverkehr in Richtung East Midlands vom Regionalverkehr nach Aylesbury trennen.
1910 eröffnete die GWR eine schnellere Direktlinie von Aynho Junction nach Haddenham, die alte Route wurde an die GCR verkauft, welche nun den alleinigen Betrieb auf dieser übernahm. Durch diese Strecke konnte die GWR den Umweg via Oxford sparen, was ihr einen schnelleren Weg von rund 32 Kilometern gab.
Verstaatlichung, Beeching-Axt und mögliche Stilllegung
Bei der Verstaatlichung der britischen Eisenbahnen 1948 gelangte die Chiltern Main Line in Besitz der Western Region of British Railways, welche die Schnellzüge zwischen London und Wolverhampton weiterbetrieb, da die West Coast Main Line in Besitz der London Midland Region’s (LMR) gelangte und die Konkurrenzsituation somit bestehen blieb.
Nach der Schließung der Great Central Main Line zwischen Calvert und Rugby wurden die Züge von Nord- und Mittelengland nach Südengland ebenfalls über die Chiltern Main Line geführt.
Am 6. März 1967, nach der Elektrifizierung der West Coast Main Line, wurde über die Streichung der Schnellzüge London–Wolverhampton der Chiltern Main Line verfügt, dies als Bestandteil der Beeching-Axt. Zahlreiche Stationen wurden ebenfalls geschlossen, so auch der Bahnhof Birmingham Snow Hill im Jahre 1972, der Snow-Hill-Tunnel wurde bereits 1968 stillgelegt. Die verbliebenen Regionalzüge von Leamington Spa und Stratford-upon-Avon nach Birmingham endeten von nun an im Bahnhof Moor Street, die restlichen Direktzüge von Paddington nach Birmingham wurden nach New Street geführt. Sie hielten an sechs Zwischenstationen, wurden jedoch wieder über die alte Route via Oxford und Reading geführt. Der Betrieb wurde im Zweistundentakt geführt, genauso wie derjenige der Vorortszüge von Marylebone nach Banbury.
1980 wurde die Stilllegung vom südlichen Teil der Strecke zwischen South Ruislip und Marylebone sowie das verbliebene Reststück der Great Central Main Line von Aylesbury nach Marylebone beantragt. Alle Züge sollten über die New North Main Line nach Paddington geführt werden.
Während der Bahnhof Marylebone komplett aufgehoben werden würde, hätte der Bahnhof Aylesbury noch über die Zweigstrecke nach Princes Risborough den Bahnanschluss behalten. Die Stilllegungspläne wurden 1986 auf Eis gelegt.
Zwischen 1988 und 1992 ließ die British Rail die Strecke sanieren, jedoch wurde sie zu einer Vorortstrecke mit einem nur bedingten Maß an Infrastruktur degradiert. Der Vierspurabschnitt zwischen West Ruislip und der Abzweigung Northolt Junction wurde auf zwei Geleise zurückgebaut, ebenfalls verlor der Bahnhof High Wycombe die meisten seiner Anschlussgleise, nachdem er der einzige war, der diese Maßnahme bei der Beeching-Axt überlebt hatte.
1987 wurde die neue Haltestelle Haddenham & Thame Parkway eröffnet und im selben Jahr wurde der Bahnhof Snow Hill in Birmingham reaktiviert. Von Süden her in Moor Street endende Regionalzüge wurden durch den Snow-Hill-Tunnel hindurch verlängert.
In den 1990er-Jahren wurde die einst zweigleisige Strecke zwischen Old Oak Common und der ehemaligen Station Park Royal sowie zwischen Greenford und South Ruislip auf ein Gleis zurückgebaut. Dies waren die bisher letzten Bauarbeiten an der Strecke, ein angestrebter Ersatz des alten Signalsystems durch Fernsteuerung von den Bahnhöfen Slough und Marylebone wurde aufgrund der zu hohen Kosten bei wenig Ertrag abgelehnt.
1991 wurde parallel zur Strecke die Autobahn M40 zwischen Birmingham und Oxford eröffnet, was den entlangliegenden Städten und Dörfern einen Aufschwung verschaffte, von dem auch die Chiltern Main Line profitieren konnte. Im selben Jahr wurden neue Züge des Typs 165 angeschafft, welche vor allem im Londoner Umland zum Einsatz kamen. 1993 wurden die Züge von Marylebone nach Banbury nach Birmingham verlängert, 1994 wurde der Zweistundentakt auf einen Stundentakt ausgeweitet. 1995 wurde Snow Hill wieder zu einem Durchgangsbahnhof, als die ebenfalls während der Beeching-Zeit geschlossene Direktlinie nach Worcester wiedereröffnet wurde und die Züge aus dieser Richtung wieder Snow Hill statt New Street anfuhren.
Nach der Privatisierung erhielt 1996 das M40-Konsortium den Zuschlag für den Betrieb der Chiltern Railways, welches sich auch zu Modernisierungsmaßnahmen verpflichtete. So wurde auch die erst 1987 eröffnete Station Haddenham & Thame Parkway von Grund auf neu erstellt und der Abschnitt zwischen Princes Risborough und North Bicester auf Doppelspur ausgebaut. 1998 folgte die Auslieferung der neuen British Class 1968-Dieselzügen, welche mit einer Höchstgeschwindigkeit von 100 Meilen in der Stunde (160 Kilometer pro Stunde) die Reisezeit zwischen London und Birmingham abermals reduzierten.
2000 wurde die Station Warwick Parkway eröffnet, welche nahe an der Autobahn und der Fernstraßen lag. Sie ermöglichte auch den Städten südlich Birminghams, welche keinen direkten Bahnzugang besitzen, einen Anschluss ans Netz.
2002 erhielt Chiltern Railways, seit 2008 in Besitz der Deutschen Bahn, den Zuschlag für den Betrieb bis 2022 und sie ließ von Network Rail den Abschnitt Bicester North-Aynho Junction zweigleisig ausbauen. Sie übernahm auch den Betrieb der Stationen zwischen Leamington Spa und Birmingham, nachdem sie auch den Zuschlag für den Betrieb von Zügen nach Stratford-upon-Avon erhielt.
Mittlerweile wurden auch der größte Teil der Strecke sowie die Cherwell Valley Line signaltechnisch aufgerüstet. Der Abschnitt zwischen Snow Hill und Wolverhampton wird durch das Stadtbahn-Netz Midland Metro genutzt.
2006 erhielt der Bahnhof Marylebone zwei neue Gleise, welche anstelle einer nach Nordlondon verlegten Abstellanlage gebaut wurden und auch der neue Bahnhof des Wembley-Stadions ging in Betrieb. Der Bahnhof ist auf einen Maximalverkehr von 20 Zügen pro Stunde konzipiert worden.
Im Gegensatz zum alten Bahnhof liegt er direkt an der Bahnlinie und ist nicht mehr an eine Wendeschlaufe angeschlossen.

### New North Main Line
Eröffnung
Die NNML wurde 1903 als Gemeinschaftsprojekt der LNWR und der GCR eröffnet. Heute lautet ihr offizieller Name jedoch Acton Northolt Line.
Parallelbetrieb mit U-Bahn
In den 1930er Jahren war laut dem London Board of Transport vorgesehen, dass die Central Line der London Underground zwischen West Acton und dem Bahnhof West Ruislip eine doppelspurige U-Bahn-Strecke parallel zur NNML-Doppelspur führen soll. Aufgrund des Zweiten Weltkrieges konnte die Central Line-Verlängerung erst 1947/1948 eröffnet werden. Zum selben Zeitpunkt wurden alle Zwischenstationen der NNML bis auf den Bahnhof Greenford, da er eine Umsteigefunktion zu einer Zweiglinie der GWML innehatte, sowie Ruislip Gardens an der CML stillgelegt, jedoch nur Northolt, Perivale, North Acton und Ruislip Gardens wurden durch die Underground reaktiviert. Die Haltestellen Park Royal und Park Royal West wurden zugunsten der Piccadilly-Line-Station Park Royal aufgegeben.
Im Gegensatz zur Metropolitan-Strecke zwischen Harrow-on-the-Hill und Amersham oder der Watford DC Line zwischen Queens Park und Harrow & Wealdstone befahren Eisenbahn und U-Bahn nicht dieselben Geleise.
Verlust an Bedeutung
Die Bedeutung der Strecke nahm erstmals mit der Fusion der britischen Bahngesellschaften zur British Rail ab, da diese mit der West Coast Main Line, der East Coast Main Line, der Great Central Main Line, der Midland Main Line und der New North Main Line/Chiltern Main Line gleich über fünf Verbindungen von London nach Mittel- und Nordengland verfügte, jedoch den ersten beiden die größte Bedeutung zuwandte.
In den 1960er-Jahren erlebte die New North Main Line ihre Blütezeit, als wegen der Elektrifizierung der WCML und den damit verbundenen Betriebseinschränkungen zahlreiche Züge von London aus in Richtung Nordengland und Schottland über die NNML und dann weiter über die Chiltern Main Line beziehungsweise die Great Central Main Line führten.
Nach der erfolgten Elektrifizierung der WCML wurden unter der so genannten Beeching-Axt die Schnellzugsverbindungen auf die WCML und die ECML reduziert. Während die Great Central Main Line gar stillgelegt werden musste, wurde die NNML zwar weiterbetrieben, jedoch wurden alle Bahnhöfe geschlossen, da auch die Regionalzüge ab 1963 neu nach Marylebone verkehrten. Der Bahnhof Greenford behielt seine Bahnsteige an der U-Bahn und an der GWML-Zweigstrecke nach West Ealing, jedoch wurden die NNML-Perrons geschlossen. Der Bahnsteig der Zweigstrecke ist ein Kopfbahnsteig und er verfügt über keine Gleisverbindung zur NNML.

## Betrieb

### Chiltern Main Line
Auf der gesamten Länge bietet die Chiltern Railways Direktzüge zwischen Marylebone und Snow Hill, geführt mit Dieselzügen der Typen British Class 150, British Class 165 und British Class 168, an. Nebenbei betreibt sie auch Vorortszüge in den Metropolregionen von London und Birmingham. Des Weiteren führt die Bahngesellschaft London Midland Personenzüge zwischen Birmingham Snow Hill und Dorridge, die teilweise gar bis Leamington Spa verlängert werden. Die Arriva-Tochter CrossCountry nutzt die Strecke zwischen Leamington Spa und der Abzweigung Aynho Junction für ihre um London herumführenden Züge zwischen Nord- und Mittelengland bzw. Schottland und Südengland. Sie führt auch Direktzüge zwischen Birmingham und Bournemouth. Die ursprüngliche Route via Oxford wird von der First Great Western mit der Relation von Paddington nach Banbury befahren. Bis zur Betriebseinstellung per 28. Februar 2011 führte die Bahngesellschaft Wrexham & Shropshire einzelne Zugspaare von Marylebone nach Wrexham, welche die Chiltern Main Line bis Leamington Spa mitbenutzt hatten.
Aufgrund tiefer Höchstgeschwindigkeiten (96 Kilometer pro Stunde zwischen Princes Risborough und Bicester) werden keine High Speed Trains oder Sprinters eingesetzt.

### New North Main Line
Fahrplanmäßig wird die NNML nur noch werktags durch ein einzelnes Chiltern Railways-Zugpaar zwischen Gerrards Cross und Paddington befahren. Die größte Bedeutung besitzt sie jedoch im Güterverkehr, da sie eine Möglichkeit zur Umfahrung Londons von Westen nach Osten bietet. Ebenfalls wird sie zur Überstellung leerer Eisenbahnwagen und als Ausweichroute für allfällige Schließungen der Bahnhöfe Paddington oder Marylebone und für Ausbildungsfahrten und Testfahrten neuer Züge genutzt.

## Trivia
- Die wie die Chiltern Main Line in Birmingham den Bahnhof Snow Hill statt New Street anfahrenden Bahnlinien werden im allgemeinen Sprachgebrauch als Snow Hill Lines bezeichnet.
- Die südlichen Zufahrtsgleise zum Bahnhof Birmingham New Street führen genau unter dem Bahnhof Moor Street hindurch, jedoch gibt es keine Schienenverbindung
- Da der Snow-Hill-Tunnel überlastet ist und er wegen Einsturzgefahr oder für den Bau notwendiger Abrissarbeiten nicht erweitert werden kann, wenden einige aus London kommende Züge bereits in Moor Street, der in seiner Ausbauphase auch Kopfbahnsteige erhalten wird.[4]

## Zukunft

### High Speed 2
Die für Geschwindigkeiten bis 400 km/h vorgesehene, geplante Hochgeschwindigkeitsstrecke High Speed 2 würde vom Endbahnhof Euston zunächst in einem Tunnel geführt, den sie westlich Paddingtons verlassen wird, wo mit dem Bahnhof Old Oak Common ab 2025 ein Umsteigeknoten zur GWML und zu Crossrail vorgesehen ist. Danach führt sie entlang der NNML und Teilen der Chiltern Main Line nach Norden, ehe sie eine eigene Trasse einschlagen wird. In Birmingham ist der geplante Hochgeschwindigkeitsbahnhof Curzon Street unweit des Moor Street-Bahnhofes geplant, ein Verbindungsbauwerk zwischen Curzon Street, Moor Street und New Street ist ebenfalls vorgesehen.

### Chiltern Main Line
Weiterer Ausbau
Auch der Rest der Strecke soll für 200 Millionen Pfund unter dem Projektnamen Evergreen 3 zweigleisig ausgebaut werden, damit ein neuer Zuglauf zwischen Marylebone und Oxford eingeführt werden kann. Auch soll die zulässige Höchstgeschwindigkeit der CML von 160 km/h neu auf weiteren 80 Kilometern eingeführt werden und die Abzweigungen von Aynho, Northolt und Neasden sollen ebenfalls für höhere Geschwindigkeiten befahrbar gemacht werden. Die Fahrtzeit von Marylebone nach Birmingham Moor Street würde sich von aktuell 117 auf 92 Minuten reduzieren.
Eine weitere Haltestelle ist bei Bicester an einer Fernstraßenkreuzung vorgesehen.
Laut Chiltern Railways ist dies eines der größten Bahnprojekte, für das der Steuerzahler nicht in die Tasche greifen muss.
Elektrifizierung
Die Strecke ist nicht elektrifiziert, jedoch ist die Elektrifizierung langfristig geplant. In nächster Zeit sind jedoch keine Investitionen in diese Richtung geplant, da das Projekt nach Oxford höhere Priorität genießt.

### Weitere Projekte
West Hampstead
Die Chiltern Main Line verläuft östlich des Bahnhofs West Hampstead der North London Line, der Jubilee Line und des Thameslink, besitzt jedoch keine Bahnsteige. Geplant ist ein Umbau des Bahnhofkomplexes zu einem Umsteigeknoten mit den bisherigen Linien, aber auch neuen Bahnsteigen an der Chiltern Main Line und der Reaktivierung derjenigen der Metropolitan Line.
Ruislip
Der 1992 auf Doppelspur zurückgebaute Vierspurabschnitt zwischen South Ruislip und West Ruislip soll wieder ausgebaut werden. Zudem sollen Teile der beiden Bahnhöfe neu aufgebaut werden.